# Lockheed C-130J Super Hercules
Le Lockheed C-130J Super Hercules est une version dérivée du C-130 Hercules développée à la fin des années 1990.

## Différences principales avec le C-130
Extérieurement, le C-130J Super Hercules semble n'être qu'un C-130 Hercules avec de nouveaux moteurs Rolls-Royce Allison AE 2100 D3 et des hélices courbes à 6 pales.
Il est cependant également équipé d'un nouveau poste de pilotage où ne sont plus présents que les deux pilotes, et de quelques autres améliorations.

## Sous-version allongée C-130J-30
Le C-130J-30 en est une sous-version allongée, commandée par la Royal Air Force sous le nom Hercules C. Mk 4 (la version de base étant appelée Hercules C. Mk 5) et par le Canada sous le nom de CC-130J.

## Avion-ravitailleur KC-130J
L'avion ravitailleur KC-130J a une capacité de plus de 26 000 kg de carburant. Il est configuré pour recevoir un réservoir de fuselage qui permet d’ajouter 11 000 kg de carburant supplémentaires.

## Avion de patrouille maritime SC-130J
En septembre 2015, Lockheed Martin présente un projet d'avion de patrouille maritime basé sur le C-130J, le SC-130J Sea Hercules. Équipé d'un radar et éventuellement d'un détecteur d'anomalie magnétique, il pourrait embarquer deux réservoirs conformes contenant chacun deux à trois torpilles et de deux pylônes sous les ailes emportant deux missiles antinavires ou quatre missiles air-sol. L'autonomie est estimée à 13,7 heures de vol.

## Avion-cargo civil LM-100J
Succédant au Lockheed L-100 Hercules produit entre 1964 et 1992, le LM-100J  (Model 382J) est une version civile du C-130J. La production du premier exemplaire a débuté en avril 2016, il a effectué son premier vol le 30 juin 2017 et doit être certifié fin 2019.

## Lockheed Martin E-130J
En aout 2025, l'US Navy a annoncé son avion TACAMO de nouvelle génération pour les missions de transmissions de l'arsenal nucléaire de États-Unis, désigné sous le Lockheed E-130J Phoenix II. Il est basé sur le C-130J-30 avec un fuselage agrandi et une masse maximale accrue. 23 sont prévus, les premières livraisons étant prévues pour 2028 et la capacité opérationnelle initiale au début des années 2030.

## Développement, livraisons
« Le premier Hercules pour la Royal Air Force a été livré le 24 août 1998, soit avec quelque deux ans de retard », et « le premier C-130J opérationnel a été livré à Lyneham (RAF) le 23 novembre 1999 », soit avec 3 ans de retard.
Le 200e est livré en juillet 2010, le 400e le 12 février 2018. En octobre 2019, ils ont effectué deux millions d'heures de vol 
En 1er juin 2020, plus de 460. La livraison du 500e est annoncé le 15 mars 2022.
En août 2024, alors que près de 550 exemplaires sont construits, ils ont effectué trois millions d'heures de vol.

## Opérateurs

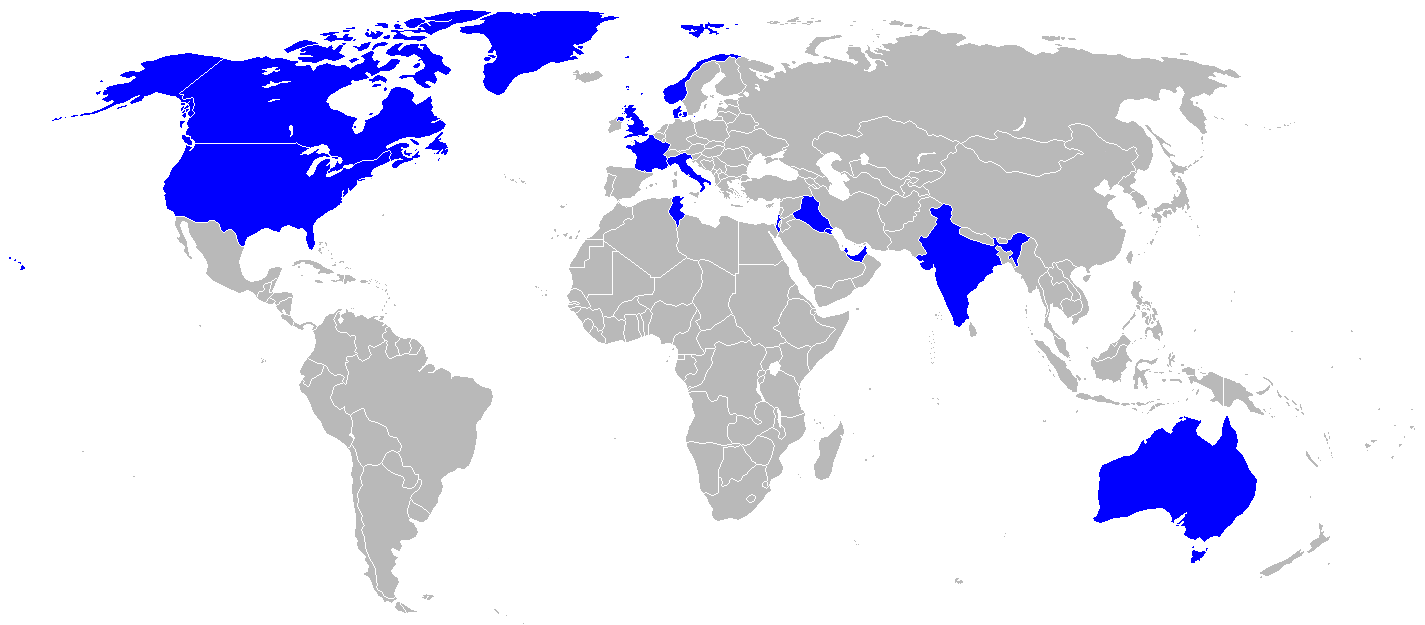
Actuels et futurs opérateurs du C-130J en date de 2015.

Le C-130J a été commandé en 2020 par 18 États, en 2024, par 23 États :
- États-Unis - En novembre 2015 : USAF : 103 C-130J, 2 AC-130J, 27 MC-130J, 10 WC-130J[13]; USMC : 71 KC-130J et KC-130T[14] ;
- Bangladesh - 5 exemplaires C-130J ex-britanniques livrés entre août 2019 et le 25 juin 2024[15] ;
- Algérie - 4 exemplaires commandés en 2018, réception du premier le 23 janvier 2022[16],[17] ;
- Australie - 12 exemplaires ;
- Canada - 17 exemplaires de C-130J-30[18] ;
- Royaume-Uni - 24 exemplaires, 14 C-130J-30 en 2020, retrait le 14 juin 2023[19] ;
- Danemark - 4 exemplaires ;
- Émirats arabes unis - 12 exemplaires ;
- France - 2 exemplaires de C-130J-30 (1er livré en décembre 2017 [20], 2e livré le 7 juin 2018[21]), 2 KC-130J commandés le 29 janvier 2016, pour un montant total de 606 millions d'euros (avec en plus des équipements radio et électroniques pour équiper ces avions)[22], le premier ayant été livré en septembre 2019[23] et le deuxième le 7 février 2020[24] ;
- Inde - 6 exemplaires ;
- Irak - 6 exemplaires ;
- Israël - 3 exemplaires du C-130J dont le premier a été réceptionné en juin 2013[25] ;
- Italie - 22 exemplaires ;
- Norvège - 4 exemplaires ;
- Nouvelle-Zélande - 5 exemplaires commandés le 5 juin 2020 livrables entre 2024 et 2025[26]. Le premier l'étant le 8 août 2024[réf. souhaitée] ;
- Philippines - 3 C-130J-30 commandés en octobre 2023 pour une livraison en 2026[27]
- Oman - 1 exemplaire ;
- Qatar - 3 exemplaires ;
- Turquie - 5 ou 12[28] exemplaires envisagés[29]
- Tunisie - 2 exemplaires C-130J-30 reçus à partir de décembre 2013 ;
- Koweït - 3 KC-130J commandés en mai 2010 pour un montant de 245 millions de $ dont cinq exemplaires en option. Le premier modèle a été réceptionné début août 2014[30]. D'autres commandes sont attendues, cette version commençant tout juste sa carrière.
- Égypte - Achat confirmé de 2 C-130J-30 le 5 septembre 2024[12].

À titre indicatif, l'USAF a obtenu ses exemplaires à un coût unitaire de 65 millions de dollars.
En 2020, la Nouvelle-Zélande passe un contrat de 1,5 milliard de dollars néo-zélandais soit 860 millions d'euros pour 5 appareils et l'infrastructure idoine.

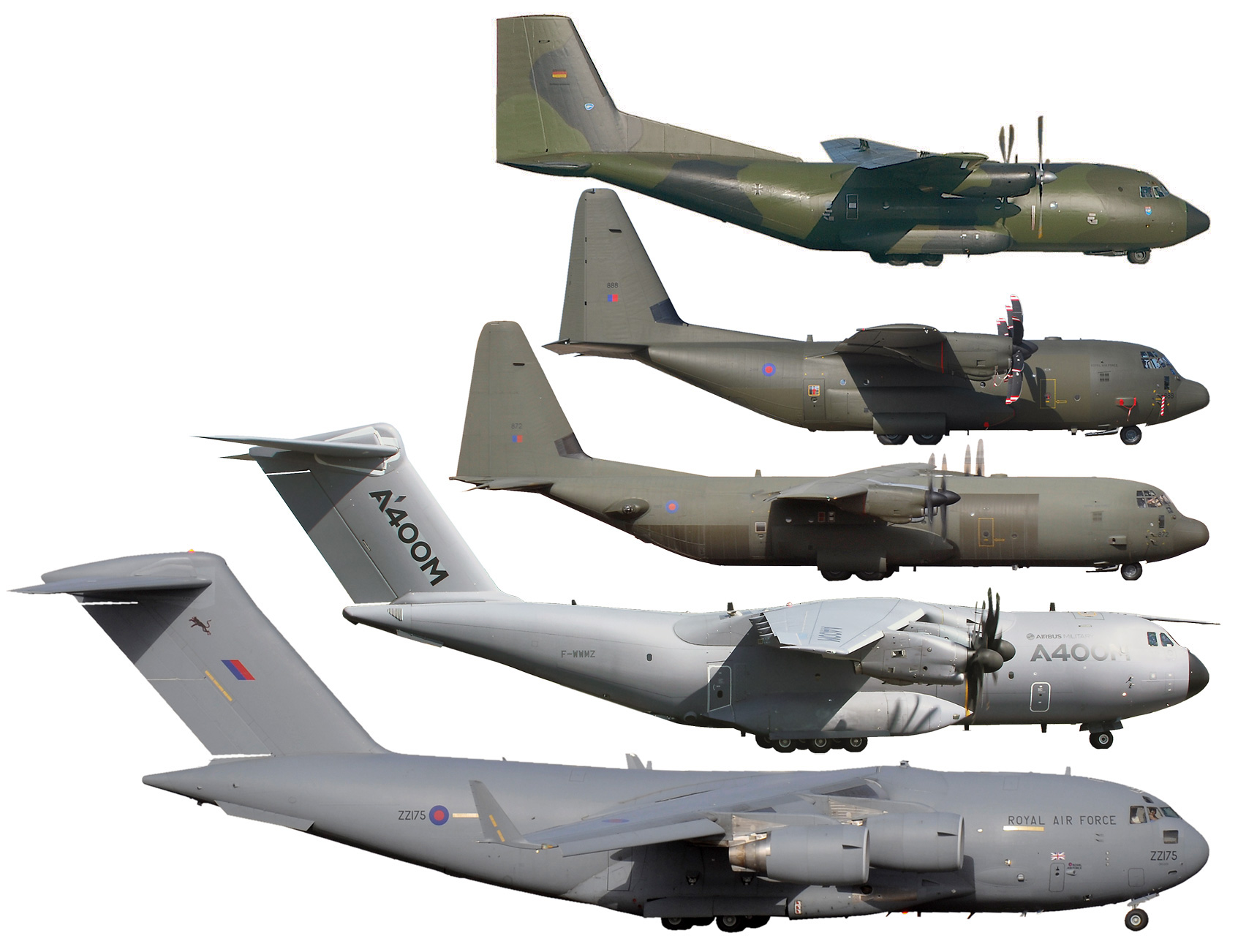
Comparaison de taille, de haut en bas : Transall, C-130J, C-130J-30, A400M et C-17.
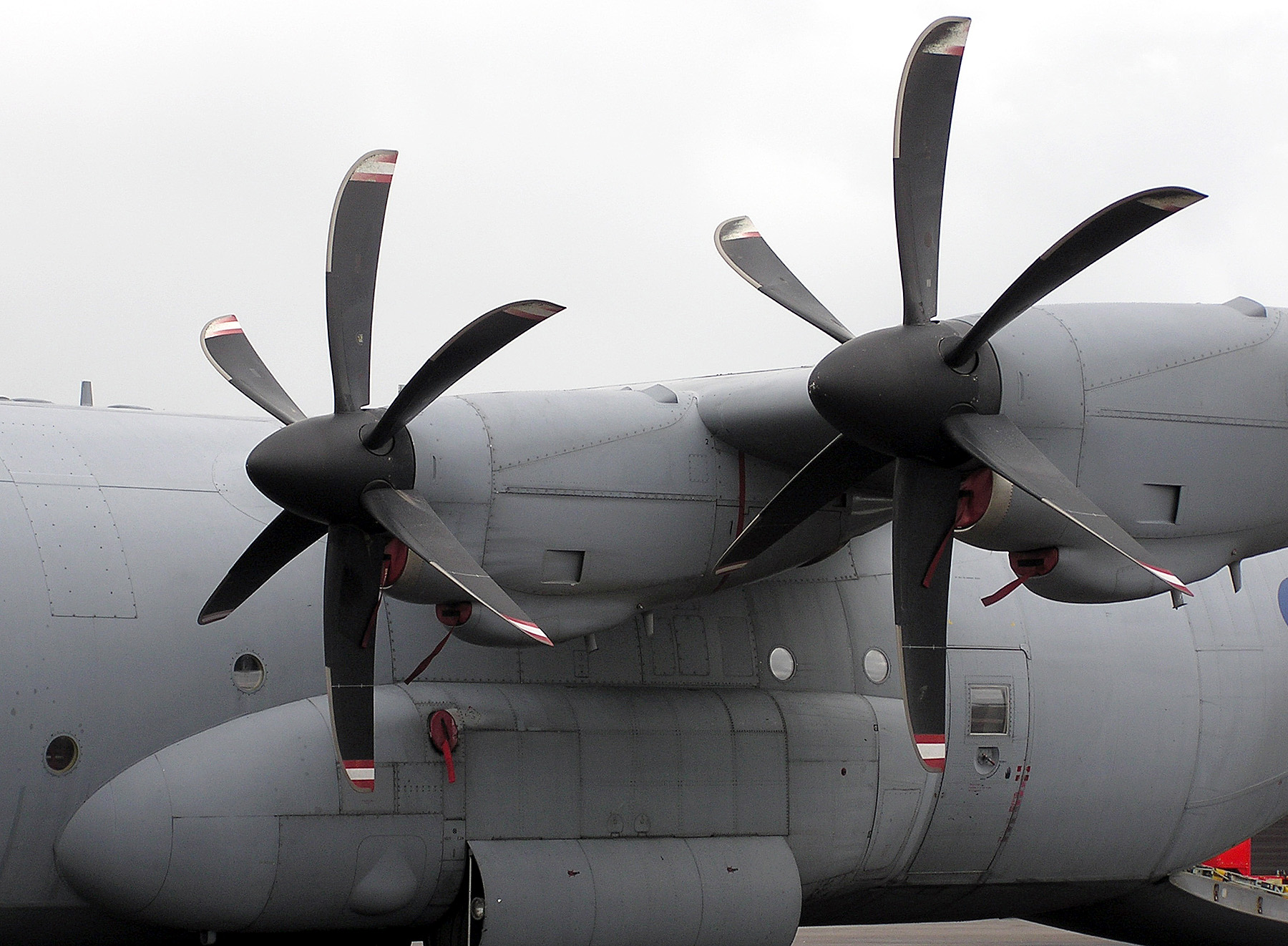
Les nouveaux moteurs et hélices du C-130J.
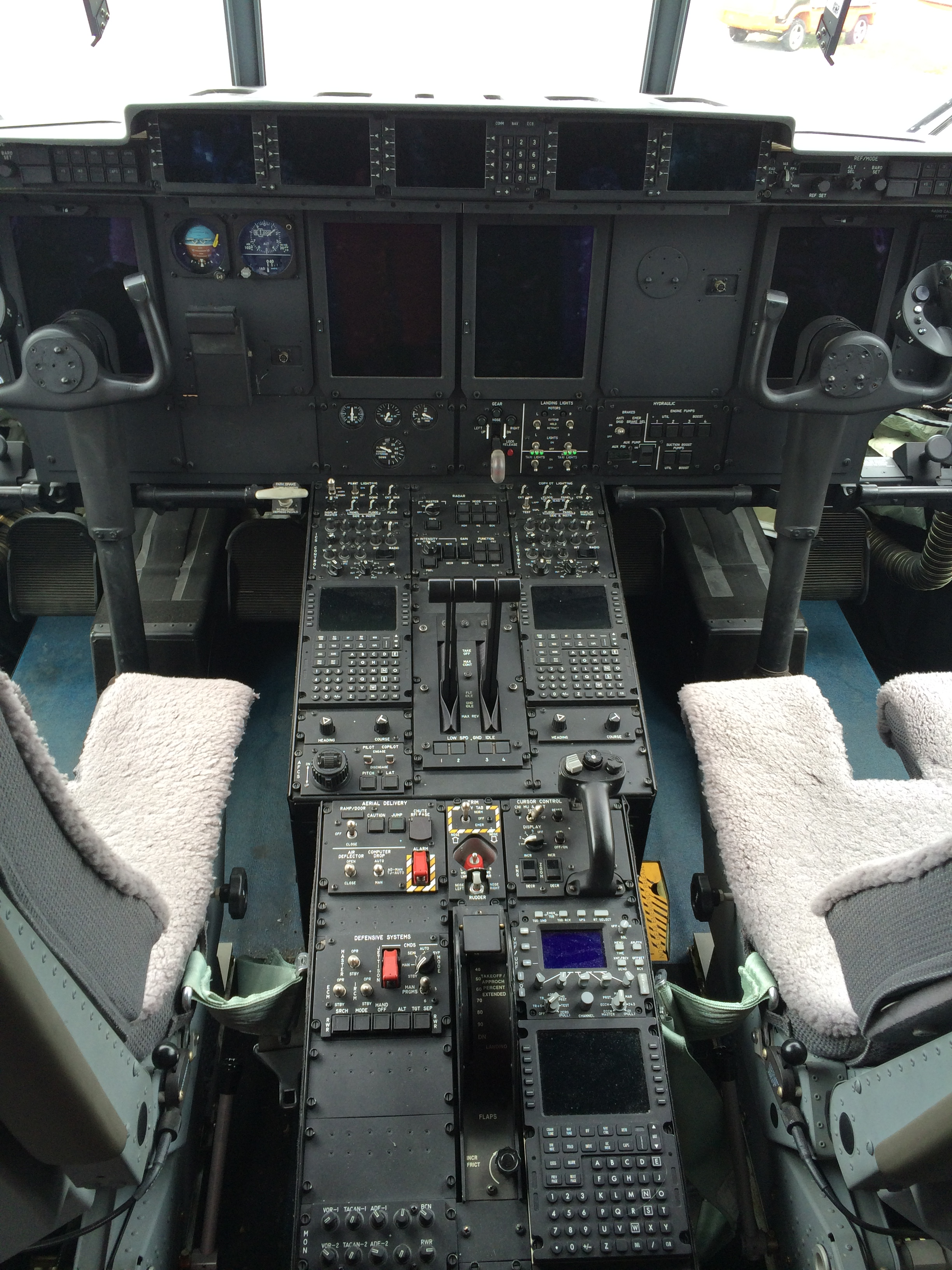
Cockpit d'un CC-130J de l'escadron 436.

## Accidents
Le 15 mars 2012, un Lockheed C-130J des Forces aériennes royales norvégiennes s'écrase au nord de la Suède, tuant les 5 officiers de l'armée norvégienne, qui étaient à bord.
Le 28 mars 2014, un C-130J de la Force aérienne indienne s'écrase dans la région de Gwalior, causant la mort des cinq membres de son équipage.
Le 29 septembre 2020, collision entre un chasseur F-35B du 3rd Marine Aircraft Wing et un KC-130 du Marine Aerial Refueler Transport Squadron 352 du United States Marine Corps Aviation lors d'un ravitaillement de carburant au nord-est de San Diego en Californie. Le pilote du F-35 s'est éjecté, et le KC-130 a fait un atterrissage en catastrophe, ne faisant aucune victime.